# Beco (Ferreira do Zêzere)
Beco es una freguesia portuguesa del concelho de Ferreira do Zêzere, en el distrito de Santarém, con 16,21 km² de superficie y 753 habitantes (2021). Su densidad de población es de 46,5 hab/km².